# 限界凸城 キャッスルパンツァーズ
『限界凸城 キャッスルパンツァーズ』（げんかいとっき キャッスルパンツァーズ）は、コンパイルハートより2017年9月28日に発売されたPlayStation 4用ゲームソフト。

## 概要
『限界凸騎 モンスターモンピース』より続く、コンパイルハートの『限界凸騎』シリーズの第5弾で、シリーズでは初となる据置型ゲーム機向けタイトルである。
キャラクターデザインは『限界凸起 モエロクリスタル』以来となる平野克幸を起用、開発は『限界凸旗 セブンパイレーツ』から引き続きFELISTELLAが担当する。

## ゲームシステム

### 戦闘
本作はコマンド式RPGを採用しており、AP（アクションポイント）を消費してヒロインに行動を指示することができるほか、アイテムの仕様・モン娘の召喚・城からの砲撃を選択することもできる。
このうち、モン娘の召喚はAPのほかにもMP（ムラムラポイント）を消費する必要があり、城からの砲撃はMPが最大値に達していないと使用できない。
また、城からの砲撃の威力は絶大だが、砲撃が終わると主人公は賢者タイムに入ってしまい、しばらくの間砲撃が使えなくなる。
ヒロインたちは、下着の種類によって戦闘スタイルが変わるという仕組みをとっており、スタイルは戦闘中に変更することも可能である。下着をつけるだけでもスキルの効果が発動するが、「育育システム」によってヒロインに下着を装備させた状態で揉むとヒロインにそのスキルを覚えさせることができる。
下着の中には、取得した時点では詳細が分からず、ヒロインが着用できない「未鑑定下着」があり、その場合はオットンの鑑定を受けると着用できるようになる。

## 登場キャラクター

### メインキャラクター
アレックス・ライド
声 - 奥山敬人
本作の主人公。アイリスを助けようとした際、謎の遺跡に迷い込んでしまい、転んだはずみで股間に妙な装置がつけられてしまう。
流されやすいところはあるものの、本来は心優しい性格である。気が強いわけものの悪に抵抗する意志が強いが、怒りのあまり威勢のいいことを言っては後悔することが多い。
アイリス・ライン・ガレスティア
声 - 高田憂希

シャロン
声 - 松井恵理子

リーフ
声 - 茜屋日海夏

ミコト・バルツァー
声 - 小野早稀

フラウ・ソワーズ
声 - 高野麻里佳

スカーレット・リヴァ
声 - 赤﨑千夏

### サブキャラクター
オットン
声 - 杉田智和
シリーズおなじみピンクのオットセイ。本作では首にバンダナを巻いている。
リドル
声 - 福圓美里

ルナ / レナ / ラナ
声 - 長妻樹里

ガレット・アンク
声 - 山崎快

ララレイ
声 - 早乃香織

## 評価
ファミ通クロスレビューでは8、8、8、7の31点でシルバー殿堂入り。レビュアーは前作以上にきわどいネタは好みが分かれるが好きな人にはたまらなく、キャラクターも立っていて会話が痛快、下着の種類が多く設定も「よく考えるなと感心」、操作も複雑ではないとしたが、戦闘は敵ターンで待つときやターンを終了させるときのテンポがよくない、作業プレイに感じることもありゲームとしては前作より戦略性が物足りなくて試行錯誤する楽しみが薄くなったとした。